# لذت سکس همجنس‌گرایانه
لذت سکس همجنس‌گرایانه کتابی نوشتهٔ چارلز سیلورستاین و ادموند وایت است. این کتاب، یک راهنمای آمیزش جنسی برای مردان مردآمیز است و نخستین بار در سال ۱۹۷۷ منتشر شد و از کتاب پرفروش سال ۱۹۷۲ «لذت جنسی» الهام گرفت. تیراژ اصلی ۷۵۰۰۰ نسخه بود. این کتاب به زبان‌های فرانسوی، آلمانی، ایتالیایی، سوئدی و ژاپنی ترجمه شده‌است.
این کتاب ۲۰۷ صفحه‌ای به‌عنوان راهنمای نحوه‌ای «با فصل‌هایی در مورد مضراب، گشت‌زنی جنسی و صحبت‌های کثیف، یک کاما سوترای همجنس‌گرا با موقعیت‌های جنسی پیشنهادی مانند «خرچنگ» و یک راهنمای فرهنگی با فصل‌های غیرجنسی در مورد واقعیت‌های آینده است. بیرون، سیاست همجنسگرایان، نژادپرستی و موارد دیگر.» این کتاب به خاطر لحن مثبت جنسی‌اش مشهور است. سیلورستاین در خاطرات خود نوشت «که آن‌ها می‌خواستند این کتاب تمرکز گسترده‌تری داشته باشد تا صرفاً رابطهٔ جنسی، همچنین باید به خواننده دربارهٔ زندگی در جامعهٔ همجنس‌گرایان توصیه کند و اکثر قسمت‌های کتاب تمام شده ماهیت غیرجنسی دارند.»
کتاب تا حدی به نویسندهٔ فعال کریستوفر کاکس تقدیم شد. سیلورستاین درمانگر وایت بود که ناشر به او پیشنهاد کار به عنوان نویسنده را داد. وایت می‌گوید: «نیاز به پرداخت کرایه خانه از نیازم برای درمان بیشتر بود.»

## دنباله‌ها
پس از این کتاب، «لذت جدید جنسیت همجنسگرا» منتشر شد که توسط Perennial در اوت ۱۹۹۳، با نویسندهٔ مشترک فلیس پیکانو و «لذت جنسی همجنسگرایان» به‌طور کامل بازبینی و گسترش یافت. نسخهٔ منتشرشده توسط ویلیام مورو در ژانویهٔ ۲۰۰۶، با نویسندگی مشترک پیکانو.